# Ficus karthalensis
Ficus karthalensis är en mullbärsväxtart som beskrevs av C.C. Berg. Ficus karthalensis ingår i släktet fikonsläktet, och familjen mullbärsväxter. Inga underarter finns listade i Catalogue of Life.